# Casa Fortuny (Vilafranca del Penedès)
La Casa Fortuny, o Casa Torres i Casals, és un edifici del municipi de Vilafranca del Penedès (Alt Penedès) protegit com a bé cultural d'interès local. Va ser realitzada per l'arquitecte Santiago Güell i Grau.

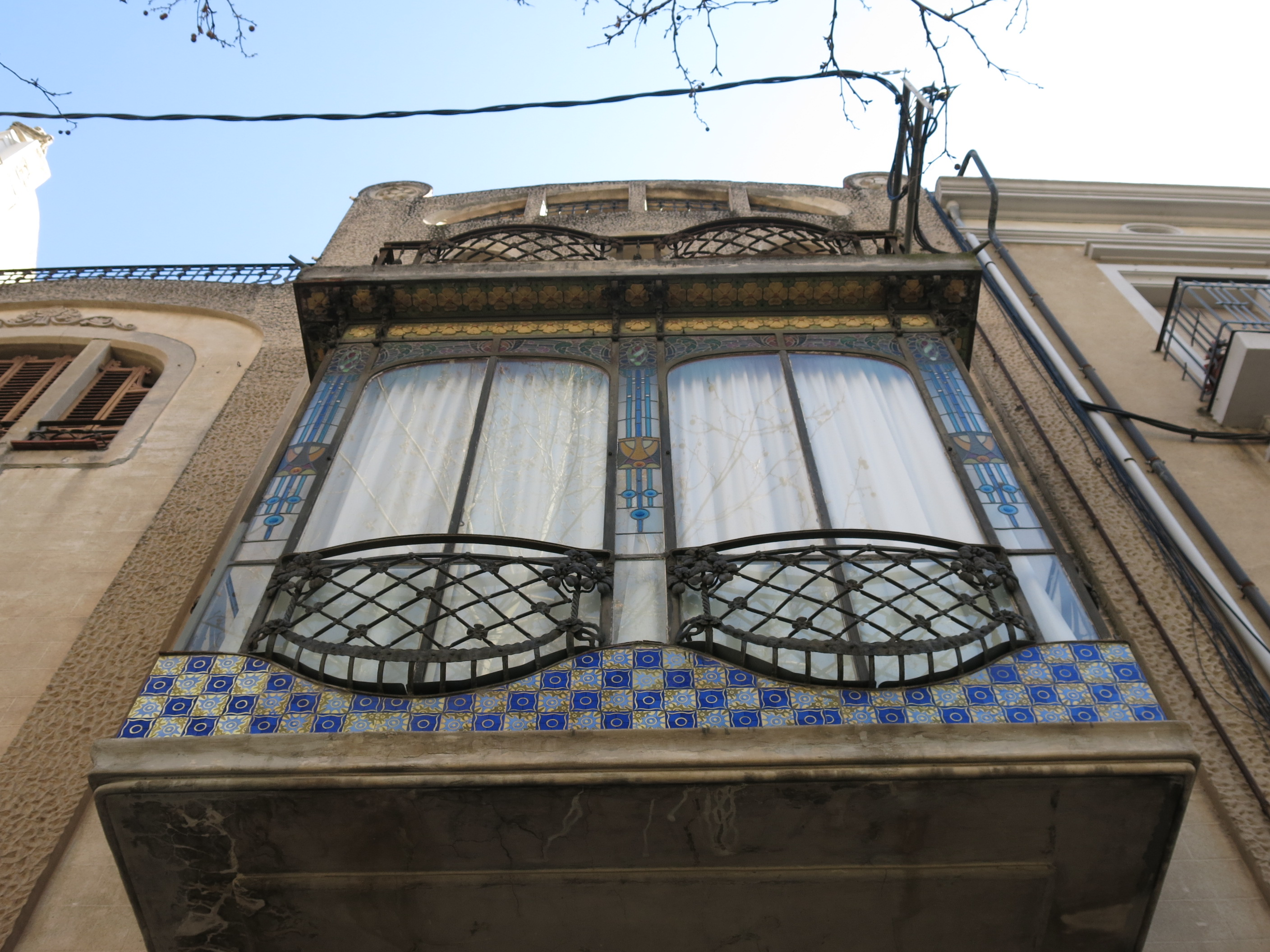
Detall de la tribuna

## Descripció
Edifici entre mitgeres i de dues crugies. Consta de planta baixa, dos pisos i terrats a dos nivells (una de les crugies s'eleva més perquè té un pis de golfes). La tribuna presenta un interessant treball en ferro, aplacats de ceràmica i vidre imprès. És una de les obres més representatives del modernisme vilafranquí i presenta una connexió formal amb altres obres de l'arquitecte Santiago Güell. És un dels edificis que conformen la imatge de la Rambla.